# Hebius johannis
Hebius johannis är en ormart som beskrevs av Boulenger 1908. Hebius johannis ingår i släktet Hebius och familjen snokar. Inga underarter finns listade i Catalogue of Life.
Arten förekommer i sydvästra Kina i provinserna Yunnan och Sichuan. Honor lägger ägg.